# PWG World Championship
El PWG World Championship (Campeonato Mundial de PWG, en español) fue un campeonato mundial de lucha libre profesional creado por la empresa Pro Wrestling Guerrilla (PWG), el cual es el de mayor importancia de la empresa. Fue retirado el 11 de noviembre de 2023, su último campeón fue Daniel Garcia.

## Historia
El campeonato se creó el 30 de agosto de 2003 bajo el nombre de Campeonato de la PWG (PWG Championship), durante el evento Bad Ass Mother 3000, en el cual se celebró un torneo de 16 hombres para proclamar al primer campeón. Al final, Frankie Kazarian se proclamó ganador del torneo y primer campeón al derrotar a Joey Ryan. En febrero de 2006, el título fue renombrado como Campeonato Mundial de la PWG (PWG World Championship) durante una gira de la empresa fuera de Estados Unidos, donde el entonces campeón Joey Ryan lo defendió en Essen (Alemania) y en Orpington (Inglaterra).

### Torneo por el título
|  | Primera Ronda       | Primera Ronda       | Primera Ronda       |                     |                  | Cuartos de final | Cuartos de final | Cuartos de final |  |                  | Semifinales      | Semifinales | Semifinales |  |           | Final     | Final | Final |  |
|  |                     |                     |                     |                     |                  |                  |                  |                  |  |                  |                  |             |             |  |           |           |       |       |  |
|  |                     |                     |                     |                     |                  |                  |                  |                  |  |                  |                  |             |             |  |           |           |       |       |  |
|  | Super Dragon        | Super Dragon        | Pin                 |                     |                  |                  |                  |                  |  |                  |                  |             |             |  |           |           |       |       |  |
|  | Super Dragon        | Super Dragon        | Pin                 |                     |                  |                  |                  |                  |  |                  |                  |             |             |  |           |           |       |       |  |
|  | Hook Bomberry       | Hook Bomberry       | 19:32               |                     |                  |                  |                  |                  |  |                  |                  |             |             |  |           |           |       |       |  |
|  | Hook Bomberry       | Hook Bomberry       | 19:32               |                     | Super Dragon     | Super Dragon     | Pin              |                  |  |                  |                  |             |             |  |           |           |       |       |  |
|  |                     |                     |                     |                     | Super Dragon     | Super Dragon     | Pin              |                  |  |                  |                  |             |             |  |           |           |       |       |  |
|  |                     |                     | Colt Cabana         | Colt Cabana         | 13:14            |                  |                  |                  |  |                  |                  |             |             |  |           |           |       |       |  |
|  | Colt Cabana         | Colt Cabana         | Colt Cabana         | Colt Cabana         | 13:14            | Pin              |                  |                  |  |                  |                  |             |             |  |           |           |       |       |  |
|  | Colt Cabana         | Colt Cabana         |                     |                     |                  |                  |                  |                  |  |                  |                  |             |             |  |           |           |       |       |  |
|  | Matt Cross          | Matt Cross          | 11:37               |                     |                  |                  |                  |                  |  |                  |                  |             |             |  |           |           |       |       |  |
|  | Matt Cross          | Matt Cross          | 11:37               |                     |                  |                  |                  |                  |  | Super Dragon     | Super Dragon     | Pin         |             |  |           |           |       |       |  |
|  |                     |                     |                     |                     |                  |                  |                  |                  |  | Super Dragon     | Super Dragon     | Pin         |             |  |           |           |       |       |  |
|  |                     |                     | Joey Ryan           | Joey Ryan           | 22:08            |                  |                  |                  |  |                  |                  |             |             |  |           |           |       |       |  |
|  | Joey Ryan           | Joey Ryan           | Joey Ryan           | Joey Ryan           | 22:08            | Pin              |                  |                  |  |                  |                  |             |             |  |           |           |       |       |  |
|  | Joey Ryan           | Joey Ryan           |                     |                     |                  |                  |                  |                  |  |                  |                  |             |             |  |           |           |       |       |  |
|  | Scorpio Kid         | Scorpio Kid         | 14:04               |                     |                  |                  |                  |                  |  |                  |                  |             |             |  |           |           |       |       |  |
|  | Scorpio Kid         | Scorpio Kid         | 14:04               |                     | Joey Ryan        | Joey Ryan        | Pin              |                  |  |                  |                  |             |             |  |           |           |       |       |  |
|  |                     |                     |                     |                     | Joey Ryan        | Joey Ryan        | Pin              |                  |  |                  |                  |             |             |  |           |           |       |       |  |
|  |                     |                     | Adam Pearce         | Adam Pearce         | 12:31            |                  |                  |                  |  |                  |                  |             |             |  |           |           |       |       |  |
|  | Adam Pearce         | Adam Pearce         | Adam Pearce         | Adam Pearce         | 12:31            | Pin              |                  |                  |  |                  |                  |             |             |  |           |           |       |       |  |
|  | Adam Pearce         | Adam Pearce         |                     |                     |                  |                  |                  |                  |  |                  |                  |             |             |  |           |           |       |       |  |
|  | Disco Machine       | Disco Machine       | 8:07                |                     |                  |                  |                  |                  |  |                  |                  |             |             |  |           |           |       |       |  |
|  | Disco Machine       | Disco Machine       | 8:07                |                     |                  |                  |                  |                  |  |                  |                  |             |             |  | Joey Ryan | Joey Ryan | Pin   |       |  |
|  |                     |                     |                     |                     |                  |                  |                  |                  |  |                  |                  |             |             |  | Joey Ryan | Joey Ryan | Pin   |       |  |
|  |                     |                     | Frankie Kazarian    | Frankie Kazarian    | 11:49            |                  |                  |                  |  |                  |                  |             |             |  |           |           |       |       |  |
|  | Frankie Kazarian    | Frankie Kazarian    | Frankie Kazarian    | Frankie Kazarian    | 11:49            | Pin              |                  |                  |  |                  |                  |             |             |  |           |           |       |       |  |
|  | Frankie Kazarian    | Frankie Kazarian    |                     |                     |                  |                  |                  |                  |  |                  |                  |             |             |  |           |           |       |       |  |
|  | Scott Lost          | Scott Lost          | 11:05               |                     |                  |                  |                  |                  |  |                  |                  |             |             |  |           |           |       |       |  |
|  | Scott Lost          | Scott Lost          | 11:05               |                     | Frankie Kazarian | Frankie Kazarian | Sub              |                  |  |                  |                  |             |             |  |           |           |       |       |  |
|  |                     |                     |                     |                     | Frankie Kazarian | Frankie Kazarian | Sub              |                  |  |                  |                  |             |             |  |           |           |       |       |  |
|  |                     |                     | Lil' Cholo          | Lil' Cholo          | 5:39             |                  |                  |                  |  |                  |                  |             |             |  |           |           |       |       |  |
|  | B-Boy               | B-Boy               | Lil' Cholo          | Lil' Cholo          | 5:39             | Pin              |                  |                  |  |                  |                  |             |             |  |           |           |       |       |  |
|  | B-Boy               | B-Boy               |                     |                     |                  |                  |                  |                  |  |                  |                  |             |             |  |           |           |       |       |  |
|  | Tony Kozina         | Tony Kozina         | 16:52               |                     |                  |                  |                  |                  |  |                  |                  |             |             |  |           |           |       |       |  |
|  | Tony Kozina         | Tony Kozina         | 16:52               |                     |                  |                  |                  |                  |  | Frankie Kazarian | Frankie Kazarian | Pin         |             |  |           |           |       |       |  |
|  |                     |                     |                     |                     |                  |                  |                  |                  |  | Frankie Kazarian | Frankie Kazarian | Pin         |             |  |           |           |       |       |  |
|  |                     |                     | Christopher Daniels | Christopher Daniels | 13:49            |                  |                  |                  |  |                  |                  |             |             |  |           |           |       |       |  |
|  | NOSAWA              | NOSAWA              | Christopher Daniels | Christopher Daniels | 13:49            | Pin              |                  |                  |  |                  |                  |             |             |  |           |           |       |       |  |
|  | NOSAWA              | NOSAWA              |                     |                     |                  |                  |                  |                  |  |                  |                  |             |             |  |           |           |       |       |  |
|  | TARO                | TARO                | 8:53                |                     |                  |                  |                  |                  |  |                  |                  |             |             |  |           |           |       |       |  |
|  | TARO                | TARO                | 8:53                |                     | NOSAWA           | NOSAWA           | Pin              |                  |  |                  |                  |             |             |  |           |           |       |       |  |
|  |                     |                     |                     |                     | NOSAWA           | NOSAWA           | Pin              |                  |  |                  |                  |             |             |  |           |           |       |       |  |
|  |                     |                     | Christopher Daniels | Christopher Daniels | 6:54             |                  |                  |                  |  |                  |                  |             |             |  |           |           |       |       |  |
|  | Christopher Daniels | Christopher Daniels | Christopher Daniels | Christopher Daniels | 6:54             | Pin              |                  |                  |  |                  |                  |             |             |  |           |           |       |       |  |
|  | Christopher Daniels | Christopher Daniels |                     |                     |                  |                  |                  |                  |  |                  |                  |             |             |  |           |           |       |       |  |
|  | Hardkore Kidd       | Hardkore Kidd       | 12:10               |                     |                  |                  |                  |                  |  |                  |                  |             |             |  |           |           |       |       |  |
|  | Hardkore Kidd       | Hardkore Kidd       | 12:10               |                     |                  |                  |                  |                  |  |                  |                  |             |             |  |           |           |       |       |  |
|  |                     |                     |                     |                     |                  |                  |                  |                  |  |                  |                  |             |             |  |           |           |       |       |  |

## Nombres
| Nombre                 | Años                                           |
| ---------------------- | ---------------------------------------------- |
| PWG Championship       | 30 de agosto de 2003 — 1 de febrero de 2006    |
| PWG World Championship | 1 de febrero de 2006 — 11 de noviembre de 2023 |

## Campeones

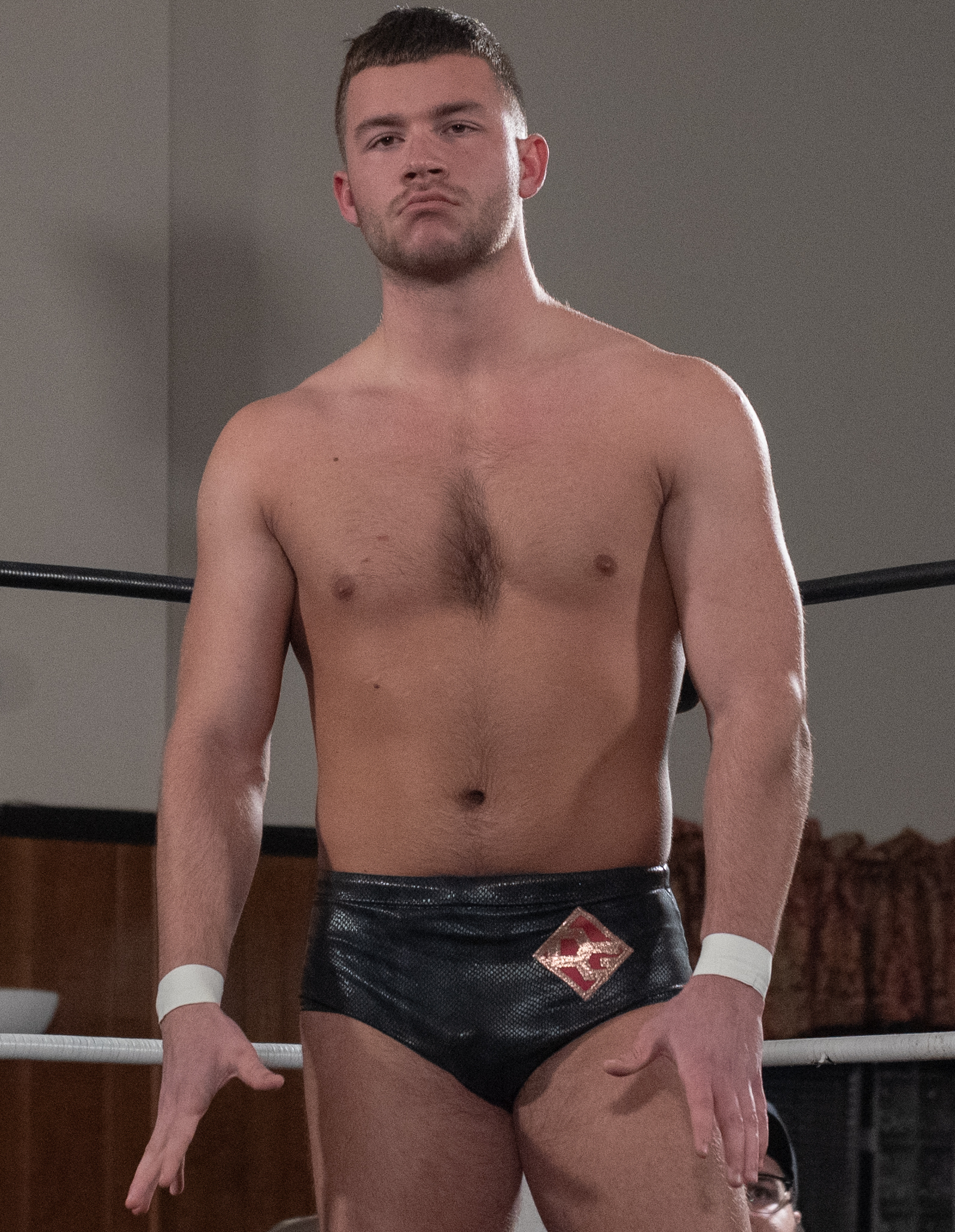
El último campeón, Daniel Garcia.

El Campeonato Mundial de PWG fue el campeonato máximo de la empresa, creado en 2003 bajo el nombre de Campeonato de la PWG. El campeón inaugural fue Frankie Kazarian, quien derrotó a Joey Ryan en la final de un torneo en el evento Bad Ass Mother 3000 y desde esto, ha habido 24 distintos campeones oficiales, repartidos en 31 reinados en total. Además, el campeonato ha sido declarado vacante en tres ocasiones a lo largo de su historia. Kevin Steen, El Generico, Kenny Omega, Claudio Castagnoli, Zack Sabre Jr., WALTER y Bandido son los siete luchadores no estadounidenses que han ostentado el título.
El reinado más largo en la historia del título le pertenece a Bandido, quien mantuvo el campeonato por 863 días en su primer reinado. Por otro lado, Bryan Danielson posee el reinado más corto en la historia del campeonato, con menos de un día con el título en su haber.
En cuanto a los días en total como campeón (un acumulado entre la suma de todos los días de los reinados individuales de cada luchador), Adam Cole también posee el primer lugar, con 538 días como campeón en su único reinado. Le siguen Zack Sabre Jr. (489 días en su único reinado), Kevin Steen (469 días en sus tres reinados), Frankie Kazarian (462 días en dos reinados), y Roderick Strong (449 días en su único reinado). Además, cinco luchadores fue campeón durante más de un año de manera ininterrumpida: Adam Cole (538 días), Zack Sabre Jr. (489 días), Roderick Strong (449 días), Chris Hero (425 días) y Joey Ryan (401 días).
El campeón más joven en la historia es El Generico, quien a los 22 años y 227 días derrotó a Human Tornado en el evento Based on a True Story. En contraparte, el campeón más viejo es Roderick Strong, quien a los 31 años y 139 días derrotó a Kyle O'Reilly en el evento Black Cole Sun. En cuanto al peso de los campeones, Keith Lee es el más pesado con 151 kilogramos, mientras que Human Tornado es el más liviano con 77 kilogramos.
Por último, Kevin Steen es el luchador con más reinados, ya que poseen 3, es seguido por Frankie Kazarian, Human Tornado, Bryan Danielson, El Generico y Chuck Taylor (2).

### Lista de campeones
| N.º | Campeón            | Lucha                    | Lucha                               | Lucha                   | Estadísticas | Estadísticas | Notas y referencias |
| N.º | Campeón            | Fecha                    | Evento                              | Ubicación               | Reinado      | Días         | Notas y referencias |
| --- | ------------------ | ------------------------ | ----------------------------------- | ----------------------- | ------------ | ------------ | --- |
| 1   | Frankie Kazarian   | 30 de agosto de 2003     | PWG's Bad Ass Mother 3000 – Stage 2 | Industry, California    | 1            | 176          | Derrotó a Joey Ryan en la final de un torneo.                                                                                              |
| 2   | Adam Pearce        | 22 de febrero de 2004    | Taste the Radness                   | Santa Ana, California   | 1            | 139          | [ 6 ] |
| 3   | Frankie Kazarian   | 10 de julio de 2004      | The Reason for the Season           | Los Ángeles, California | 2            | 126          | [ 7 ] |
| 4   | Super Dragon       | 13 de noviembre de 2004  | Free Admission (Just Kidding)       | Los Ángeles, California | 1            | 140          | [ 8 ] |
| 5   | AJ Styles          | 2 de abril de 2005       | All Star Weekend – Night Two        | Los Ángeles, California | 1            | 126          | [ 9 ] |
| 6   | Kevin Steen        | 6 de agosto de 2005      | Zombies Shouldn't Run               | Los Ángeles, California | 1            | 119          | [ 10 ] |
| 7   | Joey Ryan          | 3 de diciembre de 2005   | Chanukah Chaos (The C's Are Silent) | Los Ángeles, California | 1            | 401          | El PWG Championship se renombró como PWG World Championship durante la gira European Vacation por Inglaterra y Alemania en verano de 2006. |
| 8   | Human Tornado      | 13 de enero de 2007      | Based on a True Story               | Reseda, Los Ángeles     | 1            | 42           | Fue un Guerrilla Warfare match. |
| 9   | El Generico        | 24 de febrero de 2007    | Holy Diver Down                     | Van Nuys, Los Ángeles   | 1            | 155          | [ 13 ] |
| 10  | Bryan Danielson    | 29 de julio de 2007      | Giant-Size Annual #4                | Burbank, California     | 1            | 160          | [ 14 ] |
| 11  | Low Ki             | 5 de enero de 2008       | All-Star Weekend 6 – Night One      | Van Nuys, Los Ángeles   | 1            | 32           | [ 15 ] |
| —   | Vacante            | 6 de enero de 2008       | N/A                                 | —                       | —            | —            | Debido a una lesión sufrida por Low-Ki en Japón.                                                                                           |
| 12  | Human Tornado      | 24 de febrero de 2008    | ¡Dia de los Dangerous!              | Reseda, Los Ángeles     | 2            | 133          | Derrotó a Roderick Strong y Karl Anderson en la final de un torneo de 5 hombres.                                                           |
| 13  | Chris Hero         | 6 de julio de 2008       | Life During Wartime                 | Reseda, Los Ángeles     | 1            | 425          | Fue un Guerrilla Warfare Steel Cage Match.                                                                                                 |
| 14  | Bryan Danielson    | 4 de septiembre de 2009  | Guerre Sans Frontières              | Reseda, Los Ángeles     | 2            | 0            | [ 18 ] |
| —   | Vacante            | 4 de septiembre de 2009  | Guerre Sans Frontières              | Reseda, Los Ángeles     | —            | —            | Debido a que Danielson firmó con la World Wrestling Entertainment.                                                                         |
| 15  | Kenny Omega        | 21 de noviembre de 2009  | Battle of Los Angeles Night 2       | Reseda, Los Ángeles     | 1            | 98           | Derrotó a Roderick Strong en la final del torneo Battle of Los Angeles.                                                                    |
| 16  | Davey Richards     | 27 de febrero de 2010    | As the Worm Turns                   | Reseda, Los Ángeles     | 1            | 198          | [ 20 ] |
| —   | Vacante            | 13 de septiembre de 2010 | N/A                                 | —                       | —            | —            | Debido a que Richards no podía defender el campeonato.                                                                                     |
| 17  | Claudio Castagnoli | 9 de octubre de 2010     | The Curse of Guerrilla Island       | Reseda, Los Ángeles     | 1            | 287          | Derrotó a Brandon Gatson, Joey Ryan y Chris Hero.                                                                                          |
| 18  | Kevin Steen        | 24 de julio de 2011      | Eight                               | Reseda, Los Ángeles     | 2            | 91           | [ 22 ] |
| 19  | El Generico        | 22 de octubre de 2011    | Steen Wolf                          | Reseda, Los Ángeles     | 2            | 147          | Fue un Ladder Match. |
| 20  | Kevin Steen        | 17 de marzo de 2012      | World's Finest                      | Reseda, Los Ángeles     | 3            | 259          | Derrotó a El Generico y Eddie Edwards. |
| 21  | Adam Cole          | 1 de diciembre de 2012   | Mystery Vortex                      | Reseda, Los Ángeles     | 1            | 538          | Fue un Guerrilla Warfare match. |
| 22  | Kyle O'Reilly      | 23 de mayo de 2014       | Sold our Soul for Rock 'n Roll      | Reseda, Los Ángeles     | 1            | 203          | Fue un Knockout or Submission Only match.                                                                                                  |
| 23  | Roderick Strong    | 12 de diciembre de 2014  | Black Cole Sun                      | Reseda, Los Ángeles     | 1            | 449          | Fue un Guerrilla Warfare match. |
| 24  | Zack Sabre Jr.     | 5 de marzo de 2016       | All Stars Weekend 12                | Reseda, Los Ángeles     | 1            | 489          | [ 28 ] |
| 25  | Chuck Taylor       | 7 de julio de 2017       | Pushin Forward Back                 | Reseda, Los Ángeles     | 1            | 106          | Si Chuck perdía no podría volver a aspirar por el PWG World Championship.                                                                  |
| 26  | Ricochet           | 21 de octubre de 2017    | All Star Weekend 13 Night 2         | Reseda, Los Ángeles     | 1            | 83           | [ 30 ] |
| 27  | Chuck Taylor       | 12 de enero de 2018      | Mystery Vortex V                    | Reseda, Los Ángeles     | 2            | 71           | Fue una Guerrilla Warfare match. |
| 28  | Keith Lee          | 23 de marzo de 2018      | Time is a Flat Circle               | Los Ángeles, California | 1            | 29           | [ 32 ] |
| 29  | WALTER             | 21 de abril de 2018      | All Star Weekend 14 Night 2         | Reseda, Los Ángeles     | 1            | 181          | Derrotó a Keith Lee y Jonah Rock. |
| 30  | Jeff Cobb          | 19 de octubre de 2018    | Smokey and the Bandido              | Los Ángeles, California | 1            | 427          | [ 34 ] |
| 31  | Bandido            | 20 de diciembre de 2019  | The Makings of A Varsity Athlete    | Los Ángeles, California | 1            | 863          | Este es el reinado más largo en la historia del campeonato.                                                                                |
| 32  | Daniel Garcia      | 1 de mayo de 2022        | Delivering the Goods                | Los Ángeles, California | 1            | 559          | [ 36 ] |
| —   | Desactivado        | 11 de noviembre de 2023  | N/A                                 | —                       | —            | —            | |

### Total de días con el título

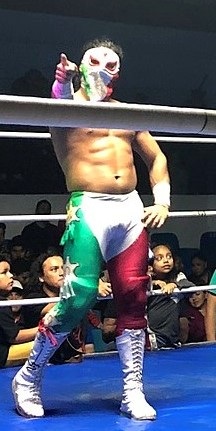
Bandido – Es el campeón con el reinado más largo de la historia con un récord de 863 días.

La siguiente lista muestra el total de días que un luchador ha poseído el campeonato, si se suman todos los reinados que posee. Actualizado a la fecha del 28 de julio de 2025.
| + | Indica al campeón actual |

| N.º | Campeón            | Reinados | Total de días |
| --- | ------------------ | -------- | ------------- |
| 1   | Bandido            | 1        | 863           |
| 2   | Daniel Garcia      | 1        | 559           |
| 3   | Adam Cole          | 1        | 538           |
| 4   | Zack Sabre Jr.     | 1        | 489           |
| 5   | Kevin Steen        | 3        | 469           |
| 6   | Frankie Kazarian   | 2        | 462           |
| 7   | Roderick Strong    | 1        | 449           |
| 8   | Jeff Cobb          | 1        | 427           |
| 9   | Chris Hero         | 1        | 425           |
| 10  | Joey Ryan          | 2        | 401           |
| 11  | El Generico        | 2        | 302           |
| 11  | Claudio Castagnoli | 1        | 287           |
| 12  | Kyle O'Reilly      | 1        | 203           |
| 13  | Davey Richards     | 1        | 198           |
| 14  | WALTER             | 1        | 181           |
| 15  | Chuck Taylor       | 2        | 177           |
| 16  | Human Tornado      | 2        | 175           |
| 17  | Bryan Danielson    | 2        | 160           |
| 18  | Super Dragon       | 1        | 140           |
| 19  | Adam Pearce        | 1        | 139           |
| 21  | AJ Styles          | 1        | 126           |
| 22  | Kenny Omega        | 1        | 98            |
| 23  | Ricochet           | 1        | 83            |
| 24  | Low Ki             | 1        | 32            |
| 25  | Keith Lee          | 1        | 29            |

### Mayor cantidad de reinados
| Reinados | Luchador (es)                                                               |
| -------- | --------------------------------------------------------------------------- |
| 3 veces  | Kevin Steen                                                                 |
| 2 veces  | Frankie Kazarian, Human Tornado, Bryan Danielson, El Generico, Chuck Taylor |